# 수성의 위성
수성의 위성은 한 때나마 존재한다고 믿어졌다. 한 천문학자의 “그곳에 무언가 있어야 했다.”라는 발언에 따라 1974년 3월 27일, 매리너 10호가 수성에 플라이바이를 하기 이틀 전, 지구의 장비가 수성 주위의 많은 양의 자외선 복사에 대해 가늠잡기를 시작했다. 다음 날, 복사는 사라졌는데, 3일 후 다시 나타났다. 겉보기에는 수성으로부터 떨어진 한 천체에서 비롯됐다. 어떤 천문학자들은 새로운 천체를 찾아냈다고 추측했고, 다른 이들은 다른 두 방향에서 복사가 방출되는 것과 그런 고에너지 복사가 성간 물질을 뚫고 들어올 수 없다는 것을 들어 그 천체가 위성이어야 한다고 주장했다. 그 주장과 더불어, 그 천체의 속력은 4km/s로 계산됐고, 그것이 위성의 속도라고 예상했다.

## 연성?

컵자리 31은 식쌍성 일 것이다.

컵자리 31은 식쌍성이며 수성의 위성이라고 주장됐지만, 사실은 항성으로 밝혀졌다. 복사의 근원은 발견된 3월 27일까지 알려지지 않았다. 컵자리 31은 분광 쌍성이며 2.9의 주기를 가지며, 자외선 복사원으로 추정된다.
수성의 위성은 존재하지는 않지만, 천문학에서의 중요한 발견의 기폭제 역할을 했다.

## 같이 보기
- 지구의 위성